# هيسديجنيول ليه بولوجن
هيسديجنيول ليه بولوجن (بالفرنسية: Hesdigneul-lès-Boulogne)‏ هي بلدية تقع في إقليم باد كاليه من منطقة نور با دو كاليه في شمال فرنسا. تبلغ مساحة هذه المدينة 3.32 (كم²)، وترتفع عن سطح البحر 14 م، يبلغ عدد سكانها 724 نسمة حسب إحصاء المعهد الوطني للإحصاء والدراسات الاقتصادية سنة 2009 م. وترأس André Bodart البلدية خلال فترة (2008-2014).